# Aardbeving Ecuador 2016
De aardbeving in Ecuador op 16 april 2016 vond plaats rond 19.00 uur lokale tijd en had een kracht van 7,8 op de momentmagnitudeschaal. Het epicentrum lag op 19,2 kilometer diepte nabij de kustplaatsen Muisne en Pedernales. De grootste stad in dit gebied is Portoviejo.
Op 20 april waren er al meer dan 500 dodelijke slachtoffers geteld, evenals meer dan 4000 gewonden. Op 24 april maakten de autoriteiten melding van 600 doden.
De beving was duidelijk waarneembaar in de hoofdstad Quito op 170 km van het epicentrum. President Rafael Correa kondigde de noodtoestand af en 13.500 militairen en politieagenten werden naar het gebied gebracht om noodhulp te verlenen. In een straal van meer dan 100 km rond het epicentrum veroorzaakte de aardbeving zware schade aan gebouwen en infrastructuur.
De president verklaarde dat het de ergste natuurramp was sinds de beving in Ambato van 1949.

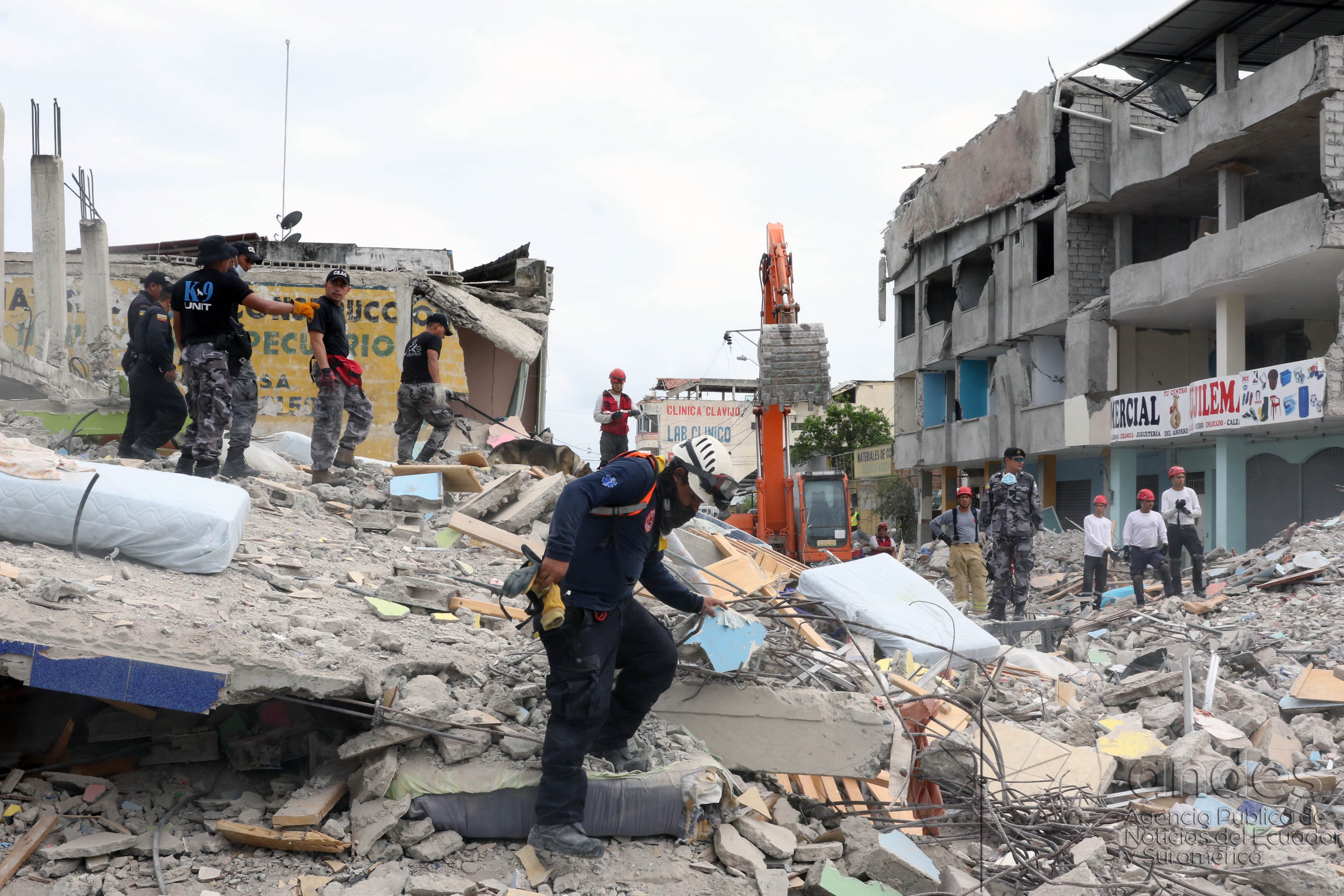
Ravage in Pedernales
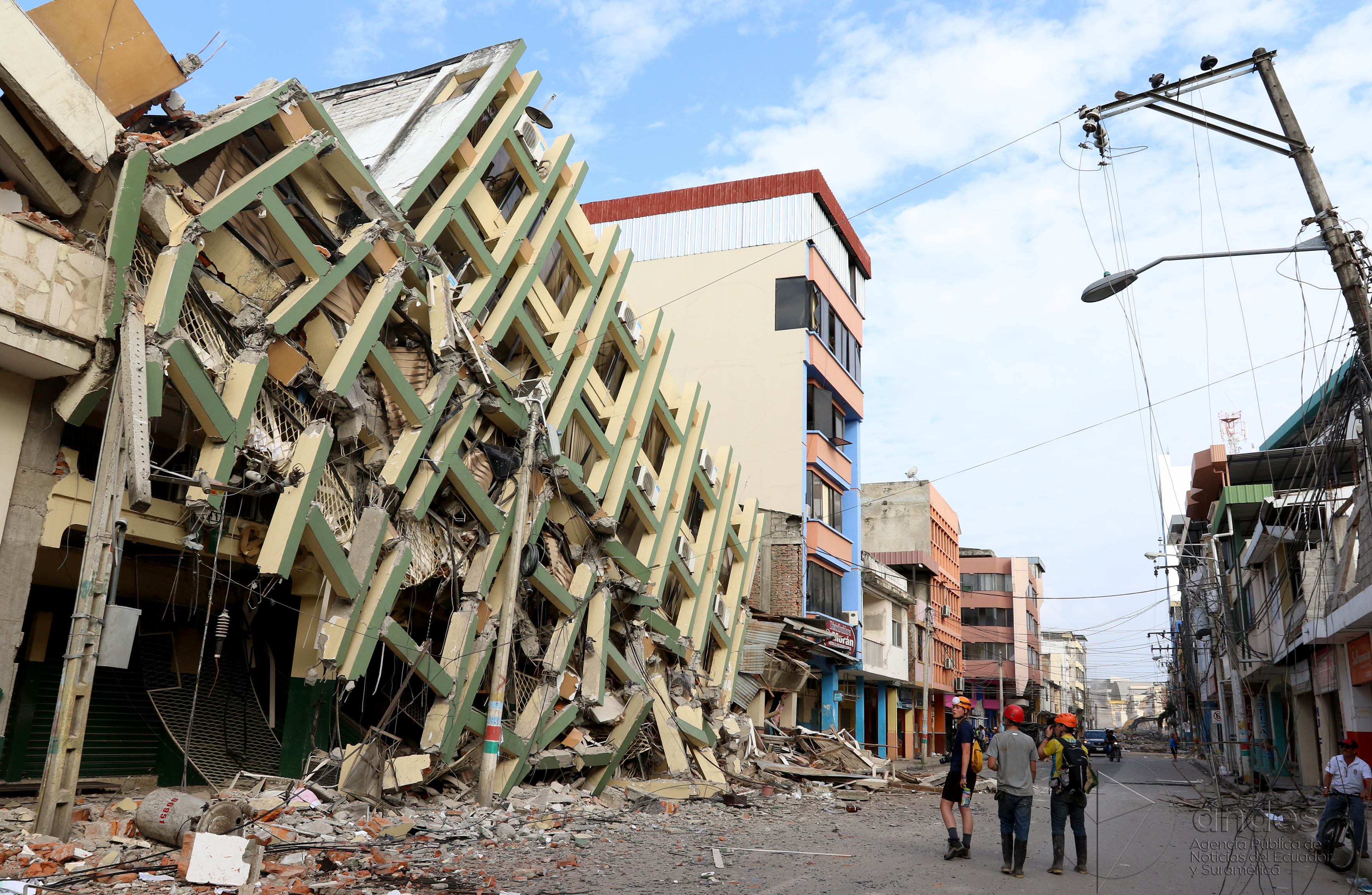
Portoviejo
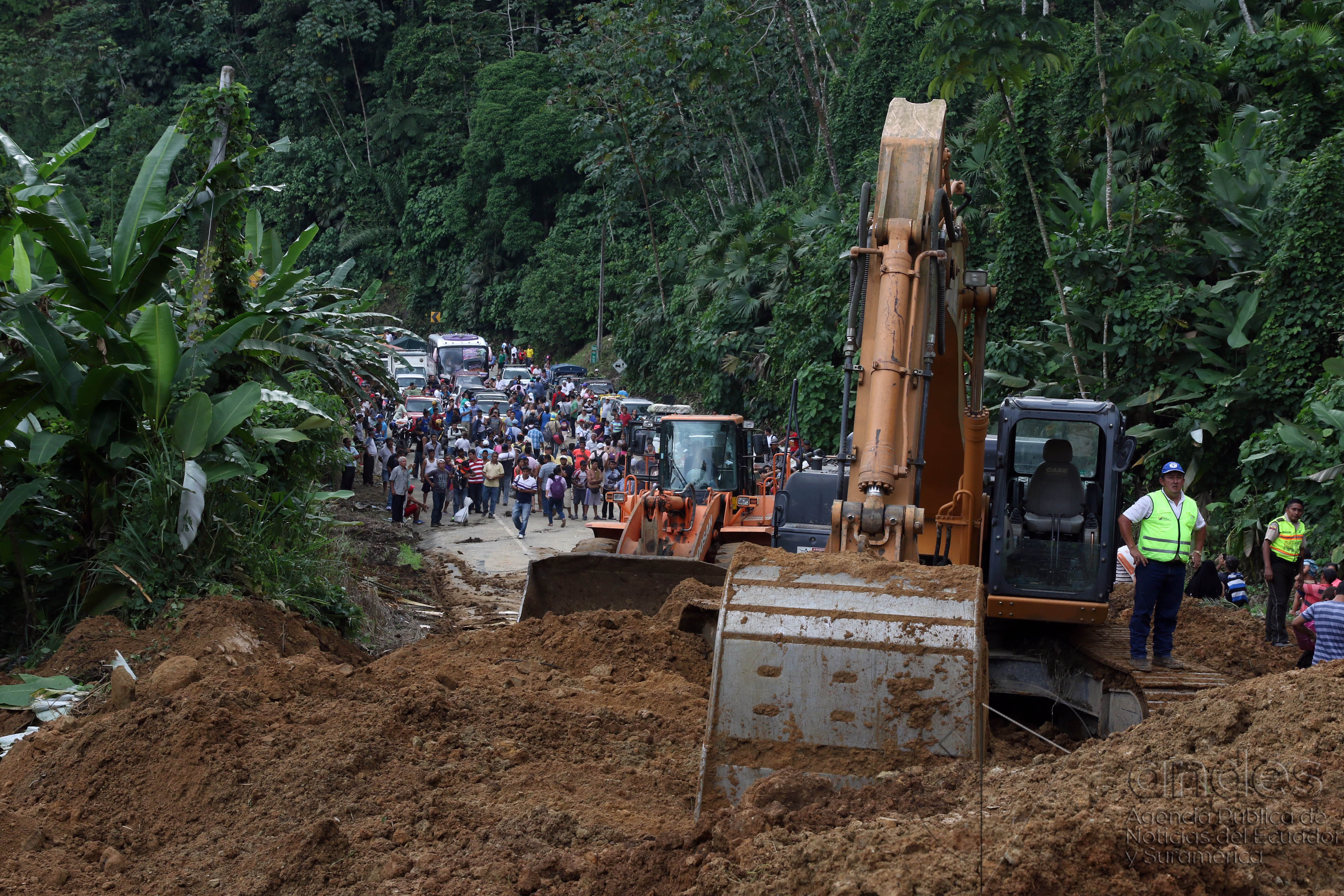
Een versperde weg